# Vjačeslav Ivanov (veslač)
Vjačeslav Nikolajevič Ivanov (ruski: Вячеслав Николаевич Иванов; Moskva, Rusija, 30. srpnja 1938. – ?, 5. kolovoza 2024.) bio je ruski veslač, koji je osvojio tri uzastopne medalje na Olimpijskim igrama pod zastavom SSSR-a.
Ivanov je prvi veslač kojem je uspjelo tri puta za redom pobijediti na Igrama u samcu, disciplini koja se često uz disicplinu osmerca smatra najelitnijom disciplinom u veslanju. Taj je pothvat do sada u povijesti Igara ponovio još samo finski veslač Pertti Karppinen.
Osim na Olimpijskim igrama Ivanov je imao cijeli niz drugih uspjeha: bio je svjetski prvak, europski prvak, te prvi veslač koji je u samcu uspio probiti granicu od 7 minuta na olimpijskoj dionici od 2000 metara.
Ivanov se posebno isticao taktičkim pristupom utrkama, jer je nakon starta često tražio mirniji ritam zaveslaja i štedio snagu za ubitačne finiše kojim je lomio protivnike. Njegov pristup taktici trke samaca i danas je dio taktičke pripreme vrhunskih skifista.